# Aczél Lajos
Aczél Lajos (Polgári neve: Atzél Lajos, 1897-ig Adler Lajos. Külföldön: Louis Aczel, Írói álneve: Louis Lucien Rogger, L. L. Rogger, ugyanott fordítóként feltüntetve: Aczél László, illetve Aczél László Lajos néven; Budapest, Terézváros, 1896. június 12. – Buchenwaldi koncentrációs tábor, 1945. március 5.) krimiíró. 

## Életpályája
Aczél Adolf (Kolon, 1861 – Budapest, 1935) kereskedő és Czeizler Janka (Eger) fiaként született. Aczél Benő újságíró öccse.
Berlinben ismerkedett meg Aigner László (Lucien Aigner 1901–1999) fotográfussal, akivel 1931?-ben Aral Press Service néven alapítottak sajtóügynökséget. Az 1930-as években Louis Lucien Rogger álnéven nyolc krimije jelent meg az Athenaeum detektívregény sorozatában, egy pedig folytatásokban az Esti Kurir című lapban. Ezekben Aczél László (az utolsó, A fekete láda címűn Aczél László Lajos) néven fordítóként lett feltüntetve. Műveinek egy részét feltehetően Aigner Lászlóval közösen írta. Sokáig úgy vélték a fotográfiai és irodalmi művészettörténészek, hogy egyazon személy különböző álneveiről van szó. 1944-ben a Budapesti Közlönyben közzétett névsor szerint – számos más szerző mellett – Aczél műveinek közforgalomból való kivonását rendelték el.
Négy regénye megjelent francia, egy angol nyelven is.

## Regényei
Néhány regény később más címmel jelent meg újabb kiadásban.
- Louis Lucien Rogger: Az üldözött holttest, Az Athenaeum detektív és kalandor regényei, Athenaeum, Budapest, 1934, fordította: Aczél László[17]
- Louis Lucien Rogger: Két utas eltűnt, Az Athenaeum detektív és kalandor regényei, Athenaeum, Budapest, 1935, fordította: Aczél László;
  - A grenoblei gyors címmel: Tolnai, Budapest, 1938; A grenoble-i gyors címmel: Délibáb regények 1., Svájci Magyar Könyvkiadó, Basel, 1959; Denevér könyvek, MAHIR / RTV, Budapest, 1989, ISBN 9630264331; Rózsa Bt., Budapest, 1994, ISBN 9638219076; K.u.K., 2013, ISBN 9789639887947; Digi-Book Magyarország Kiadó Kft., 2015, ISBN 9789633983096
- Louis Lucien Rogger: A halálkabin, Az Athenaeum detektívregényei, Athenaeum, Budapest, 1935, fordította: Aczél László
- Louis Lucien Rogger: Három csepp vér, Az Athenaeum detektívregényei, Athenaeum, Budapest, 1935, fordította: Aczél László; Denevér könyvek, MAHIR / RTV, Budapest, 1989, ISBN 963026434X; Digi-Book Magyarország Kiadó Kft., 2016, ISBN 9789633984482
- Louis Lucien Rogger: Gyilkosság tízkor, Az Athenaeum detektívregényei, Athenaeum, Budapest, 1936, fordította: Aczél László;
  - Áruló kezek címmel: Világkönyvtár sorozat, Tolnai, Budapest, 1938; Világhírű regények sorozat, Tolnai, Budapest, 1939
- L. L. Rogger: Marad három, Az Athenaeum detektívregényei, Athenaeum, Budapest, 1936, fordította: Aczél László;
  - Randevú a halállal címmel, Denevér könyvek, MAHIR / RTV, Budapest, 1990, ISBN 9637860061; Digi-Book Magyarország Kiadó Kft., 2015, ISBN 9789633983119
- L. L. Rogger: A sötét ablak, Az Athenaeum detektívregényei, Athenaeum, Budapest, 1937, fordította: Aczél László
  - Csalni és meghalni címmel: Denevér könyvek, MAHIR / RTV, Budapest, 1990, ISBN 9637860096; Digi-Book Magyarország Kiadó Kft., 2016, ISBN 9789633987070
- Louis Lucien Rogger: A fekete láda, Az Athenaeum detektívregényei, Athenaeum, Budapest, 1937, fordította: Aczél László Lajos
- L. L. Rogger: A láthatatlan főnök, Esti Kurir (című újságban, 63 részben), Budapest, 1937

## Film
A halálkabin című regényéből hollywoodi film készült Carole Lombard és Fred MacMurray főszereplésével:
- A rejtélyes utas (The Princess Comes Across, amerikai romantikus krimivígjáték, 1936, rendezte: William K. Howard)